# 平内吉政

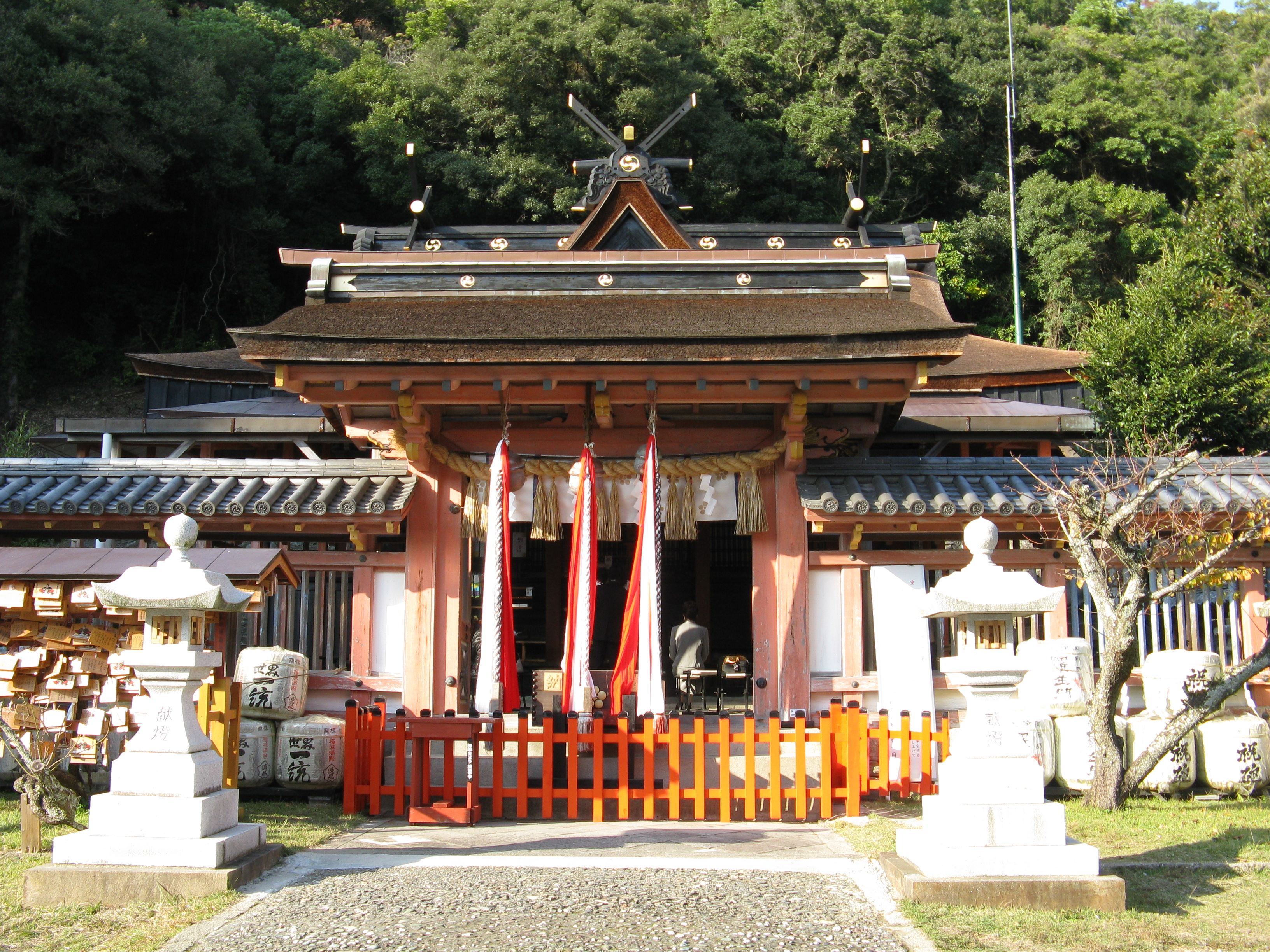
和歌浦天満宮

平内吉政または、塀内吉政（へいのうちよしまさ、生没年未詳）は、安土桃山時代から江戸時代初期の大工棟梁。紀伊国（現在の和歌山県）の出身。父は平内為吉。子に平内政信。

## 略歴
紀伊を代表する名工として知られ大和の大工とともに方広寺大仏殿（京の大仏）造営に参加し、豊国神社造営にも参加した。

## 現存作品
- 和歌浦天満宮本殿（和歌山市）1606年（慶長11年）建立

## 著書
- 『匠明』（共著） - 本書は紀伊の高い建築技術と平内家が優れた番匠家であったことを示唆する。